# Daniel Moore (básník)
Daniel Moore nebo také Abdal-Hayy, případně Daniel Abdal-Hayy Moore, (30. července 1940 Oakland – 18. dubna 2016) byl americký básník. V šedesátých letech založil divadelní soubor Floating Lotus Magic Opera Company. V roce 1970 se stal súfistou a během sedmdesátých let cestoval po různých zemích mimo USA. V osmdesátých letech se vrátil do rodné Kalifornie a počínaje rokem 1990 žil ve Filadelfii. Během své kariéry získal řadu ocenění. Zemřel po pětiletém boji s rakovinou ve věku 75 let.